# リーダ (掃海艇)
リーダ (HMS Leda) はイギリス海軍の掃海艇。ハルシオン級。

## 艦歴
1936年11月16日起工。1937年6月8日進水。1938年5月19日就役。
第二次世界大戦開始後、イギリス周辺での掃海活動に従事したほか、ダイナモ作戦に参加した。
1941年9月と10月、ソ連のアルハンゲリスクへ向かうPQ1船団を護衛。以後、ソ連へ向かう船団やソ連から戻る船団の護衛を行った。1942年9月20日、QP14船団護衛中にドイツ潜水艦「U435」の雷撃を受け、被雷し沈没。